# Зета-Персеиди
Зета-персеиди (ζ-персеиди) су метеорски рој који је активан од 20. маја до 5. јула. Рој је откривен 1947. са Џордел Банк осперваторије у Енглеској користећи опрему за радио снимања. Овај рој спада у радио-ројеве који се јављају дању и зато нису видљиви, осим радио телескопима. Максимум роја је 13. јуна и поклапа се са максимумом другог роја, Ариетида.
Утврђено је да се рој може видети веома кратко на хоризонту након заласка Сунца, као и одмах пре његовог изласка. 1971. године у Аустралији, Дарил Скилси (Daryl Skelsey) је угледала свега један метеор из роја ζ-персеида док је посматрала два сата, у ноћ 5/6 јуна. Пар дана касније, Карл Симонс (Karl Simmons) одредио је ЗХР метеорског роја на 1 до 2 метеора по часу, пре изласка Сунца 7. јуна.